# Papiu Ilarian, Mureș
Papiu Ilarian (mai demult: Budiul de Câmpie, în maghiară: Mezőbodon, în germană: Boden) este satul de reședință al comunei cu același nume din județul Mureș, Transilvania, România.

## Istoric
Așezarea este atestată documentar din anul 1334 sub numele Budun. De asemenea atestarea satului o regasim si in data de 18 noiembrie 1346 sub denumirea "Budiul" , aparținind de comitatul Turda
„Noi, Ștefan, voievodul Transilvaniei și comite de Solnoc, prin cuprinsul celor de față dăm de știre și facem cunoscut tuturor cărora se cuvine, că înfățișîndu-se însuși înaintea noastră, Mihail, fiul lui Petru, fiul lui Medjes de Band, pe de-o parte, iar pe de altă parte magistrul Toma, fiul lui Dionisie de Reghin, acel Mihail, fiul lui Petru ne-a făcut cunoscut și ne-a spus prin viu grai că magistrul Toma, fiul lui Dionisie l-a despăgubit pe deplin pentru pustiirea moșiilor sale Chimitelnic și Budiul aflatoare în comitatul Turda și Aruncuta /Arankuth/ din comitatul Cojocna, pe cînd trăia încă sus-zisul Petru, fiul lui Medjes, tatăl său. Drept aceea el îl declarase și l-a declarat în fața noastră pe sus zisul magistrul Ștefan, fiul lui Dionisie, dezlegat de orice răspundere cu privire la pustiirea moșiilor de mai sus. Dat în Turda,la octavele sărbătorii fericitului Martin mărturisitorul, în anul Domnului o mie trei sute patruzeci și șase.”—1346, noiembrie 18, Turda

## Localizare
Localitate situată pe cursul superior al râului Lechința, afluent al râului Mureș.

## Familii nobiliare
- Nobilul Mihai Medjes de Band, despre care se știe că pe 18 noiembrie 1346, la Turda -în prezența voievodului Transilvaniei, Ștefan Lackfi {1344-1350} - a fost parte în proces în calitate de reclamant cu Magistrul Toma, fiul lui Dionisie de Reghin (pârât) pentru pustiirea moșiilor sale din Chimitelnic si Budiul aflǎtoare in comitatul Turda, respectiv din Aruncuta, comitatul Cojocna;

## Obiective turistice
- Biserica Reformată-Calvină, construită în secolul al XIV-lea.
- Biserica Ortodoxă, construită după aia reformată.
- Bustul lui Alexandru Papiu-Ilarian

## Imagini

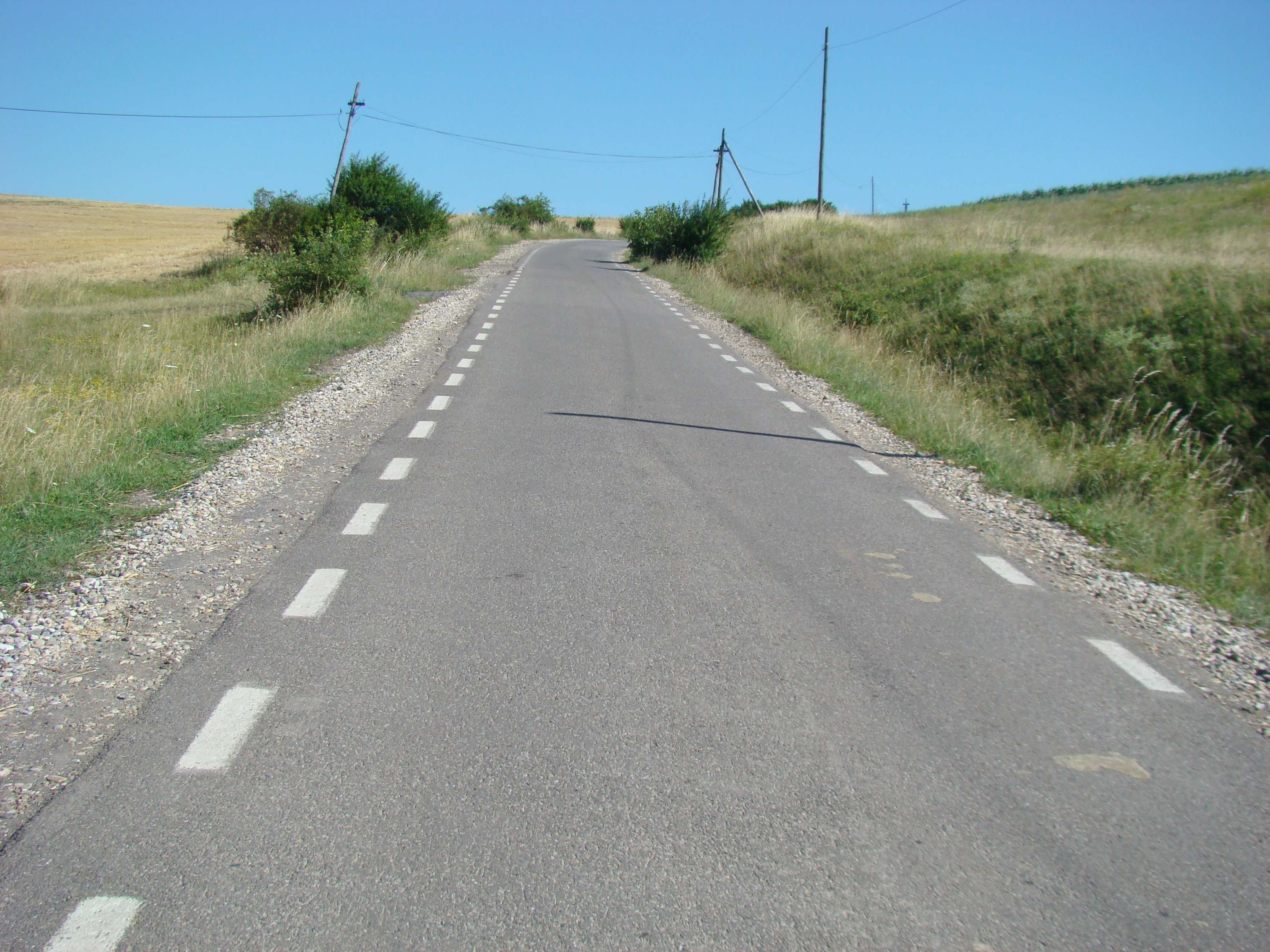
Drumul Sânger-Papiu Ilarian
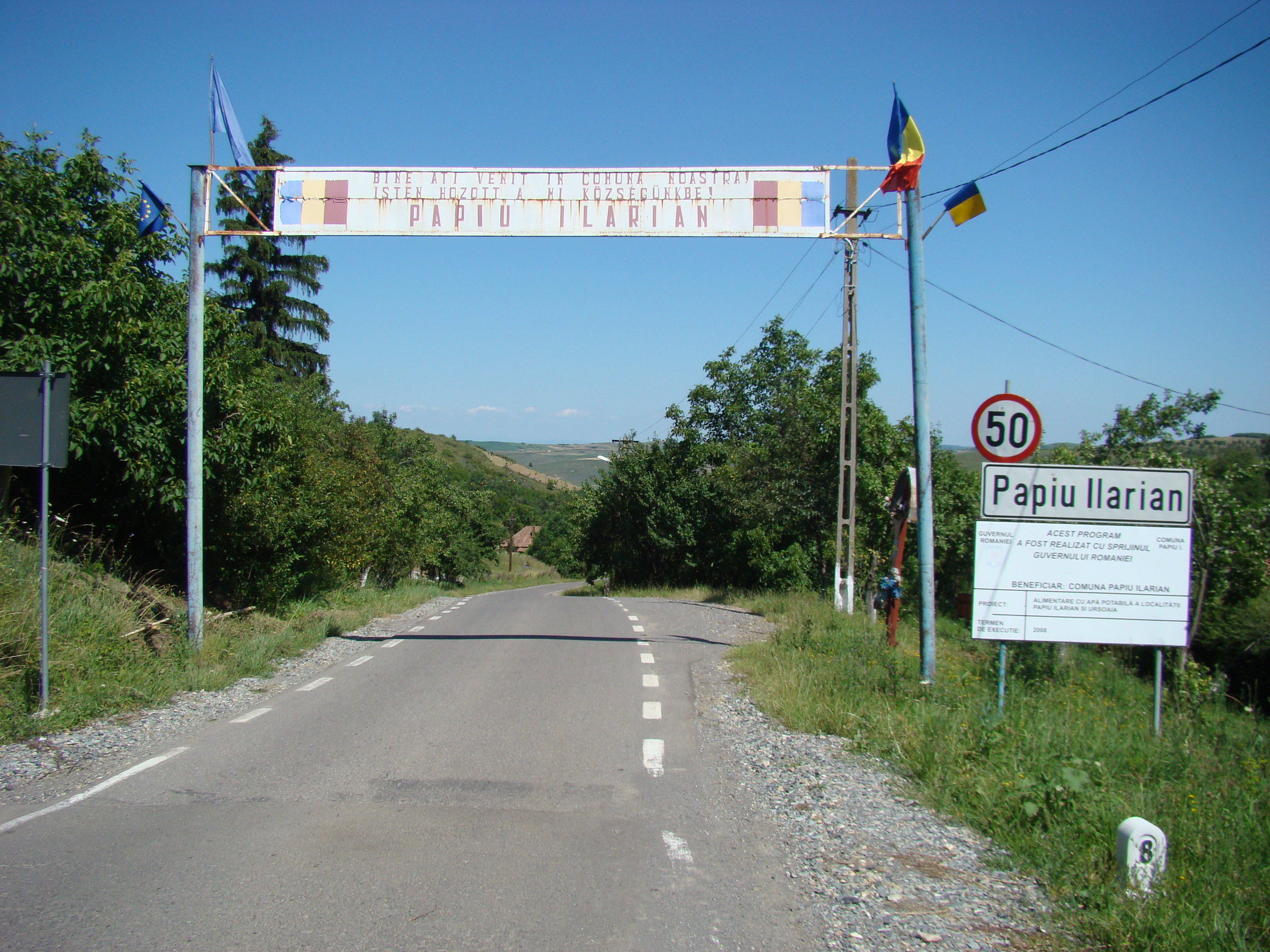
Intrarea în localitate
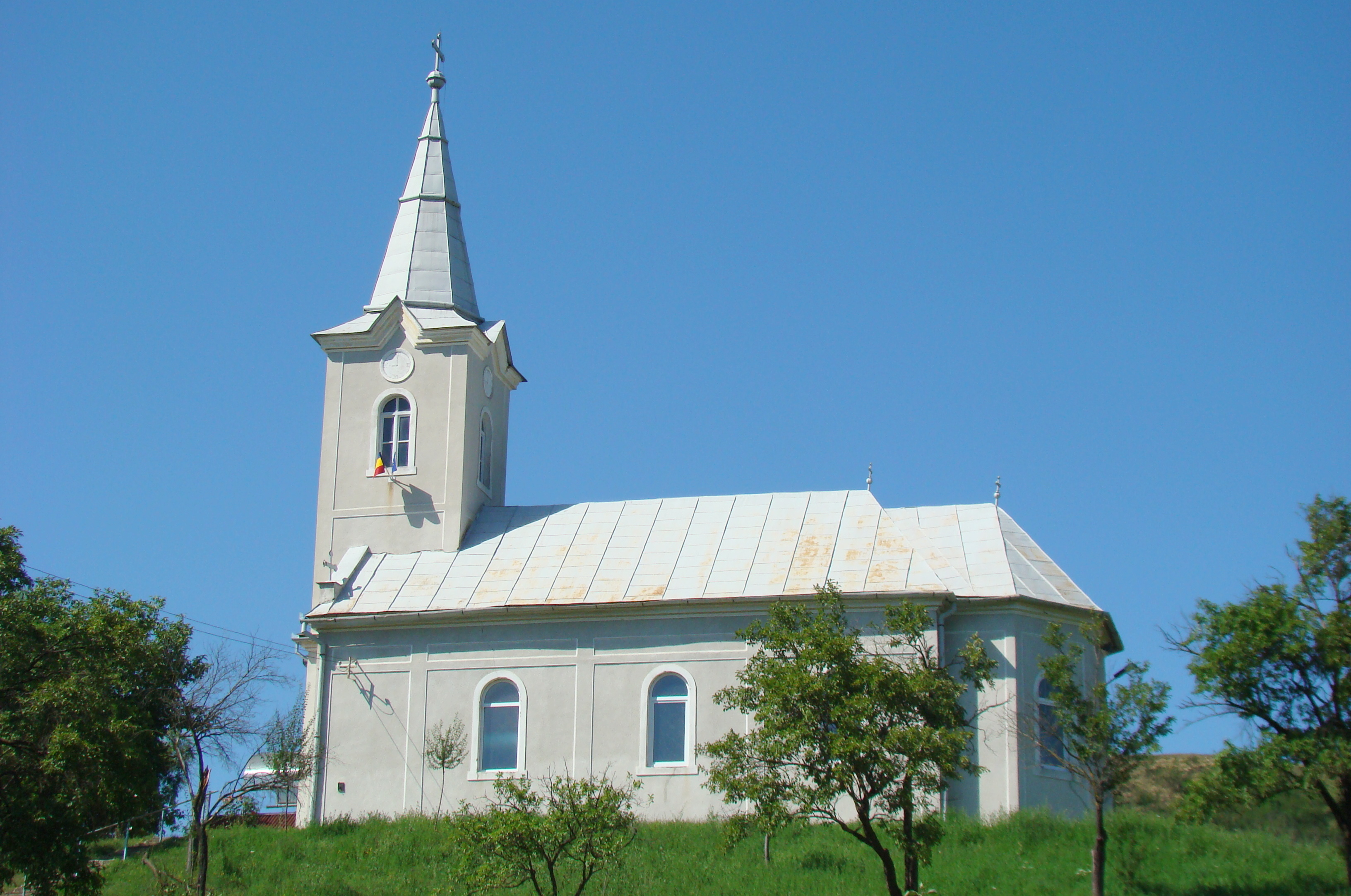
Biserica ortodoxă
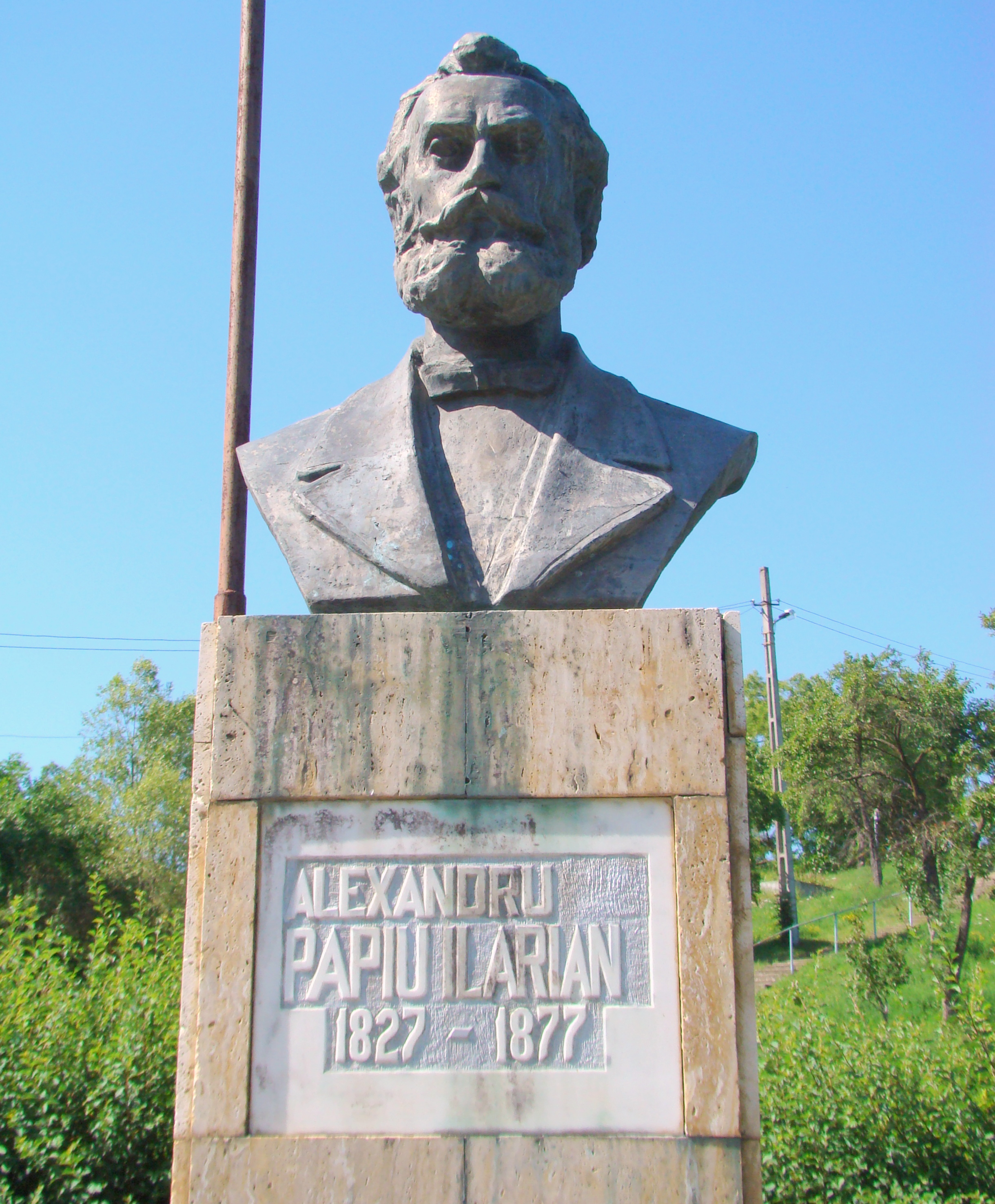
Bustul lui Alexandru Papiu-Ilarian
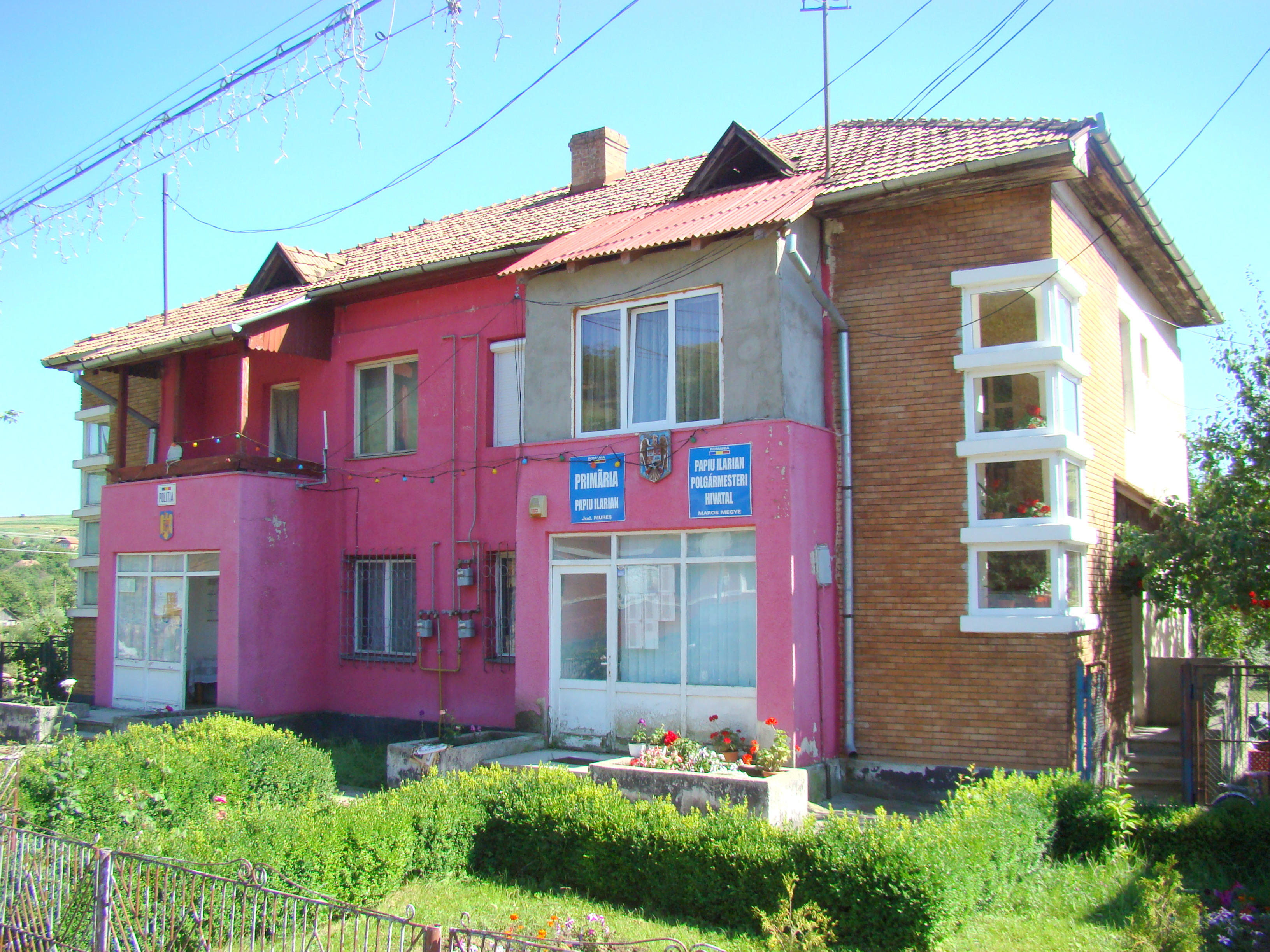
Primăria
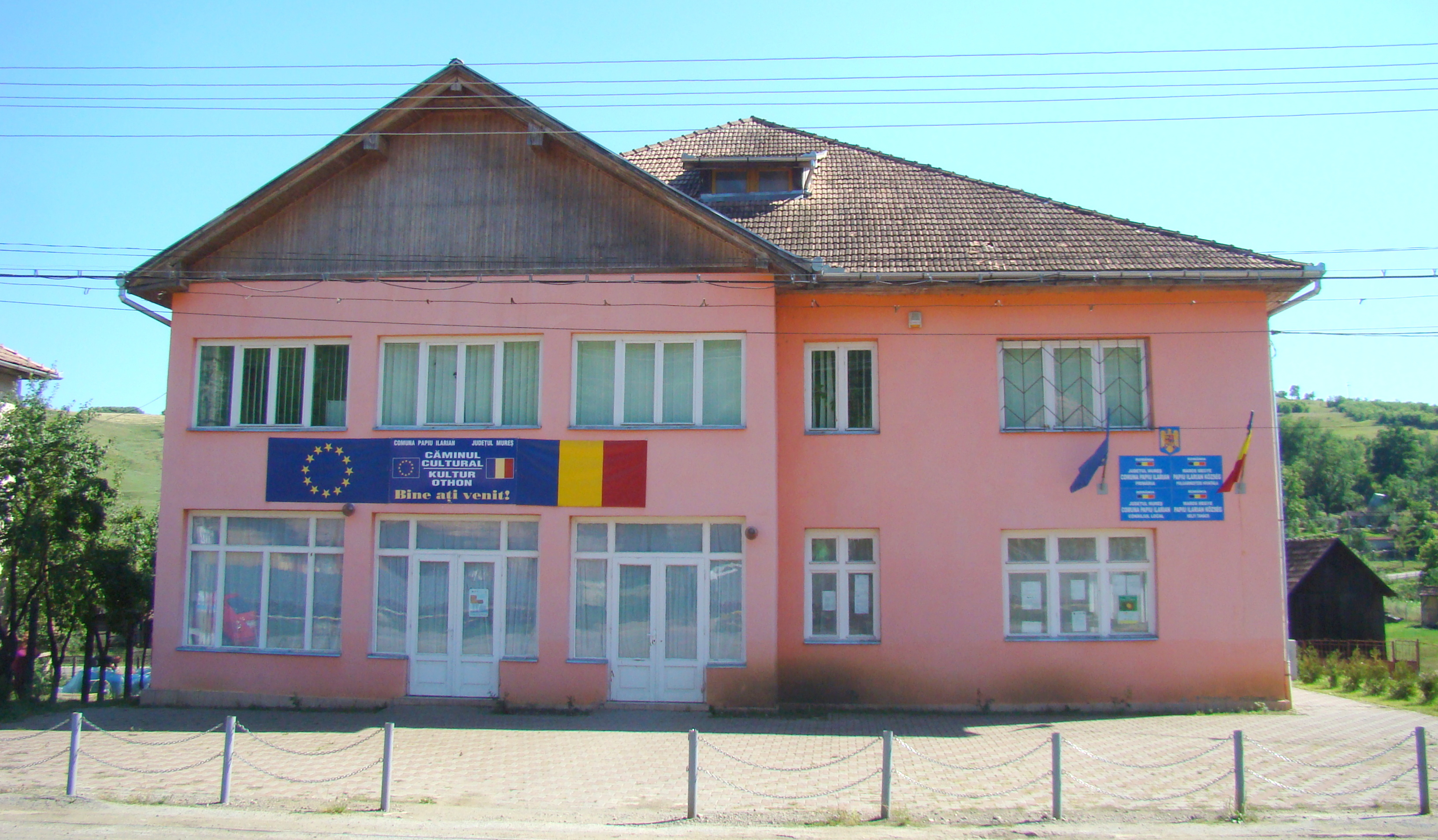
Căminul cultural
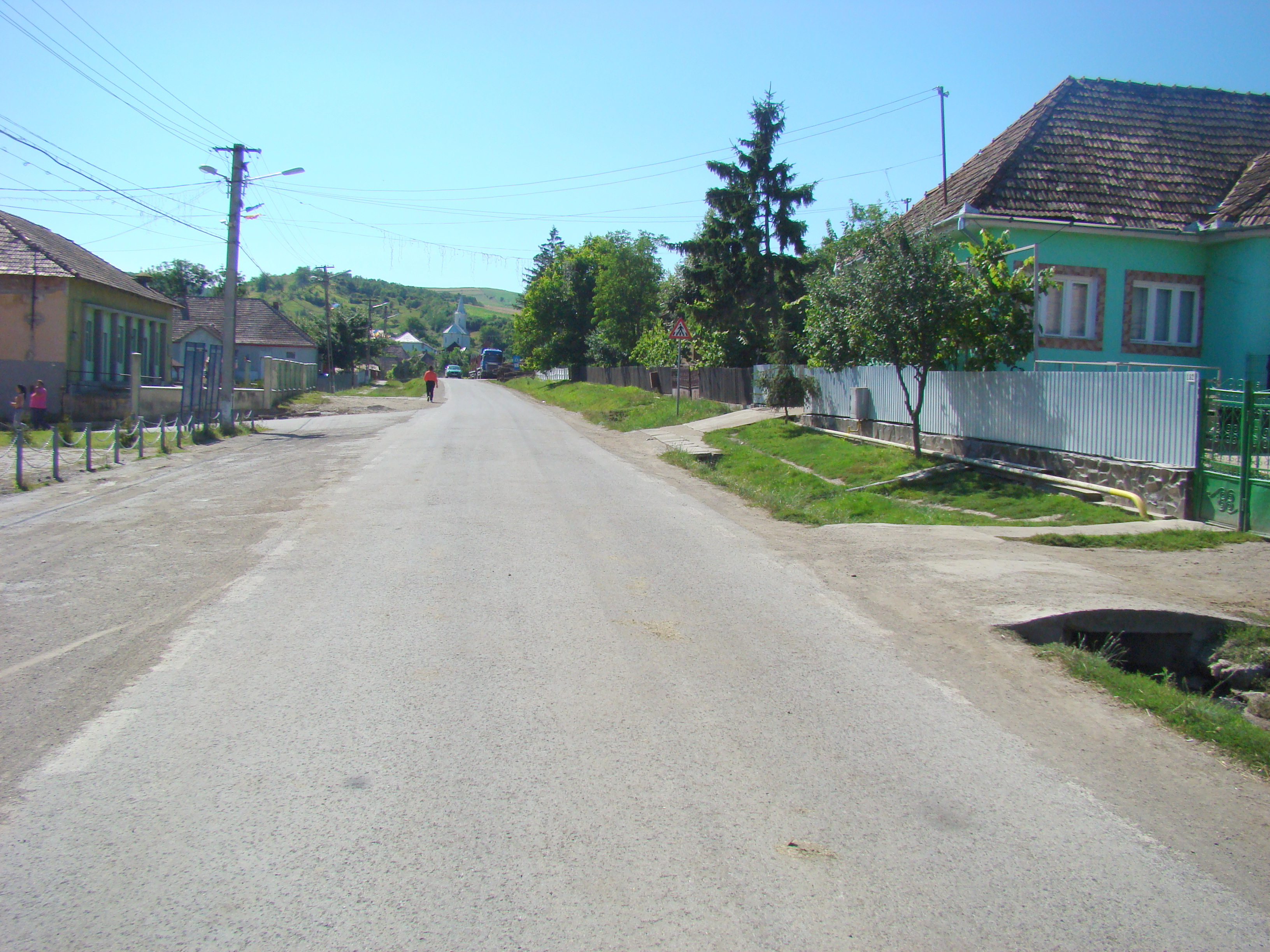
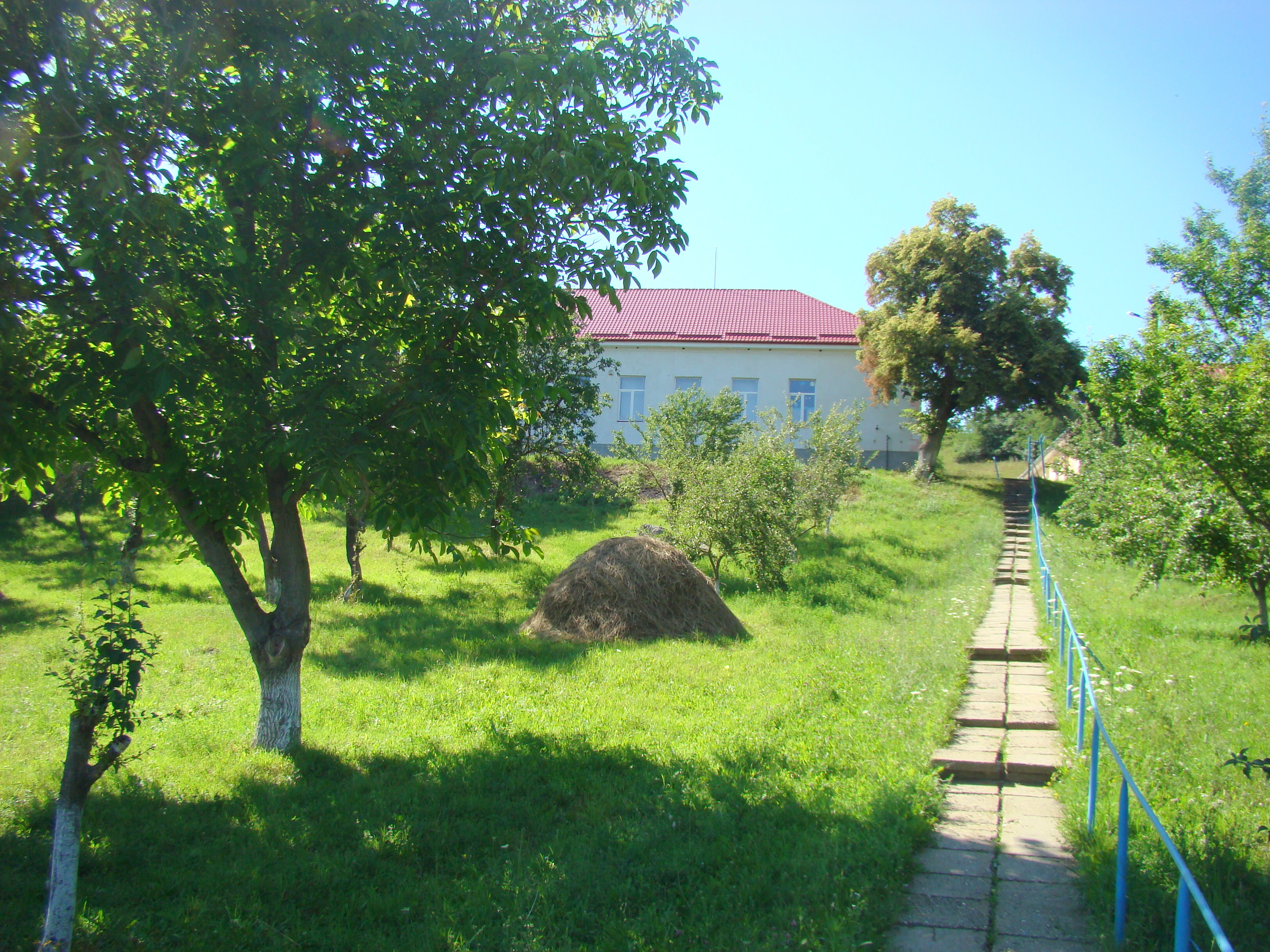
Școala (fostul conac Betlen)
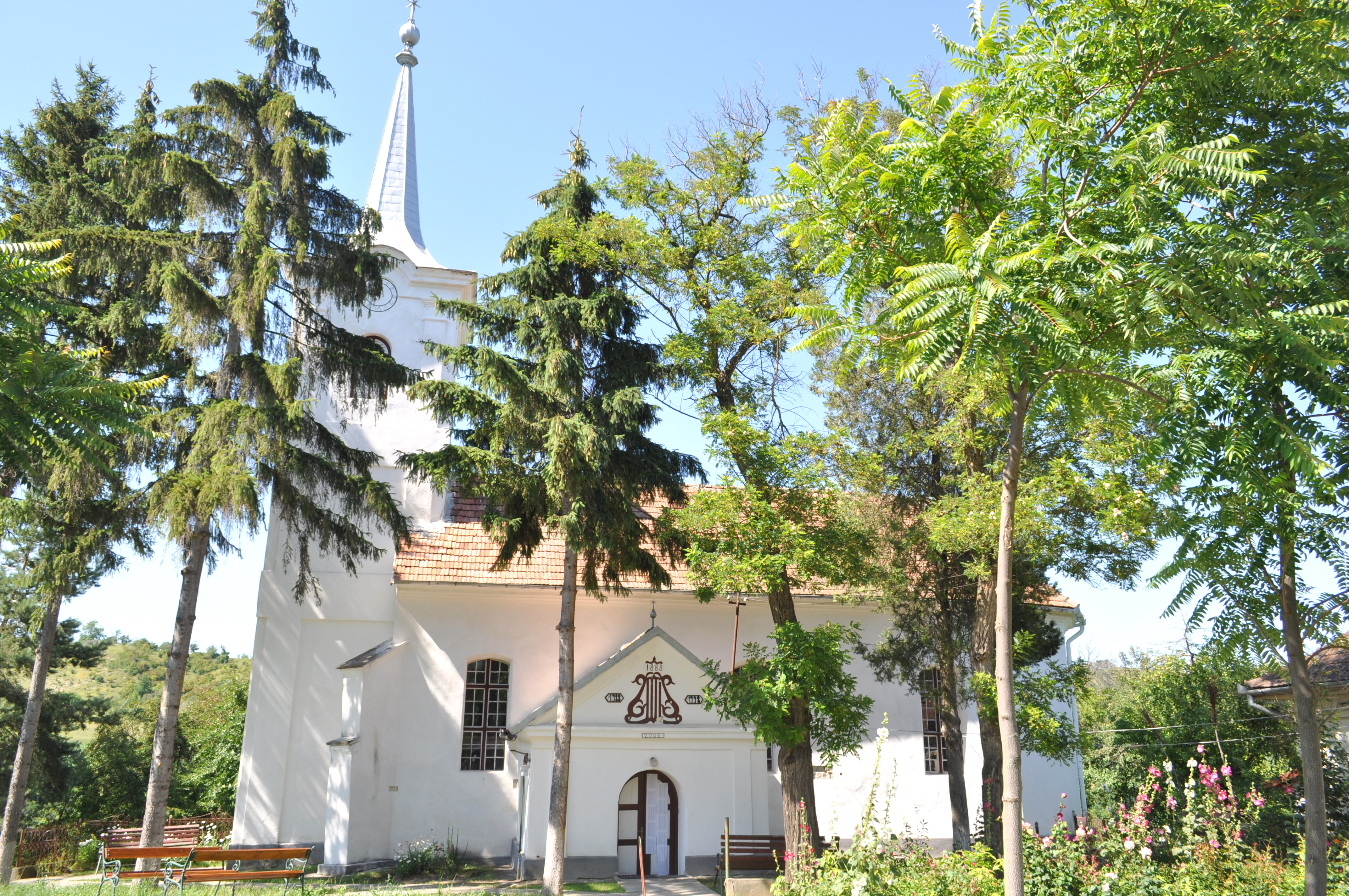
Biserica reformată (monument istoric)
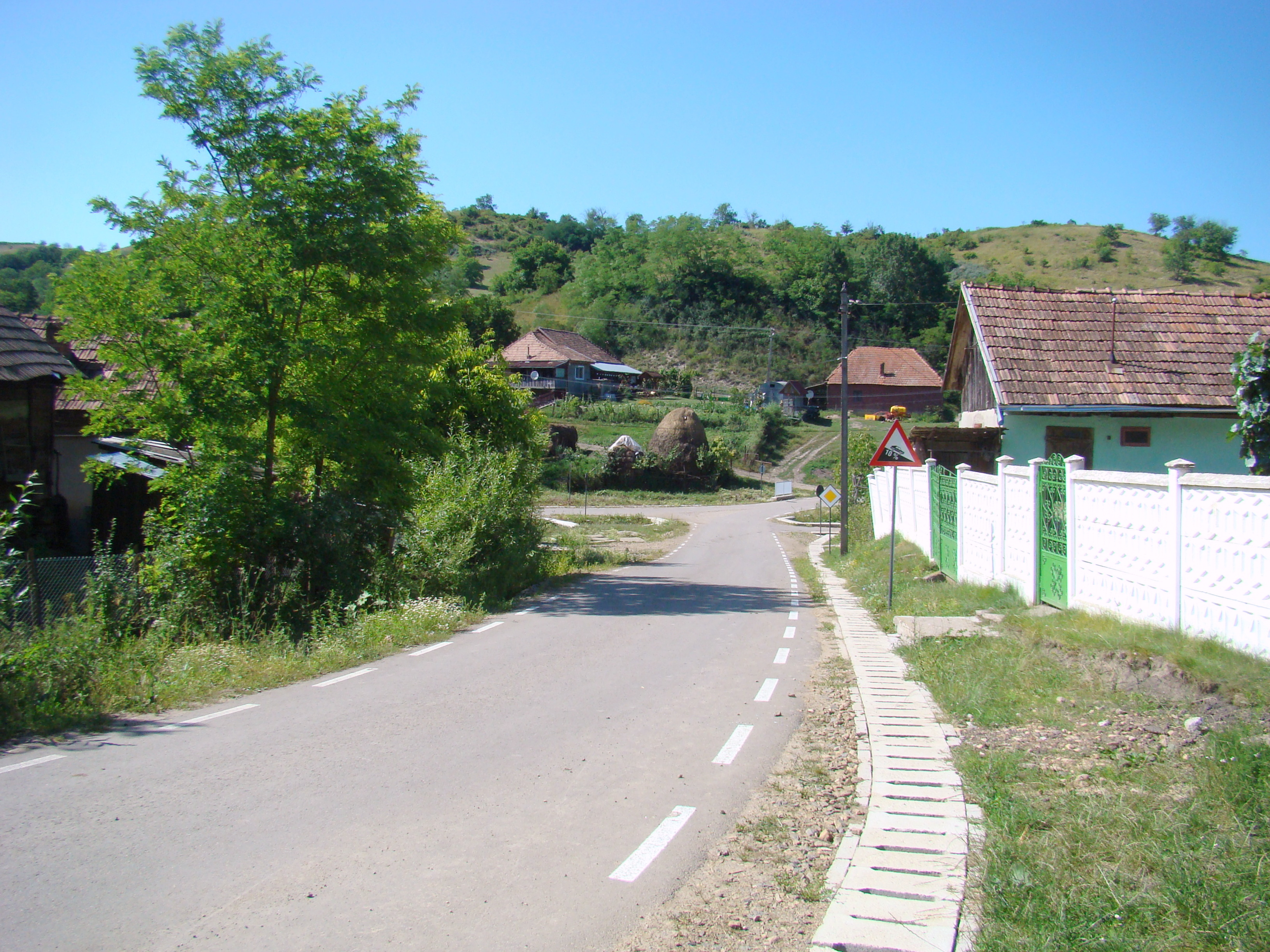